# Cá mập thiên thần Thái Bình Dương
Cá mập thiên thần Thái Bình Dương, tên khoa học Squatina californica, là một loài cá mập trong chi Squatina, chi duy nhất còn sinh tồn trong họ và bộ của nó. Loài này được Ayres miêu tả khoa học đầu tiên năm 1859.

## Hình ảnh

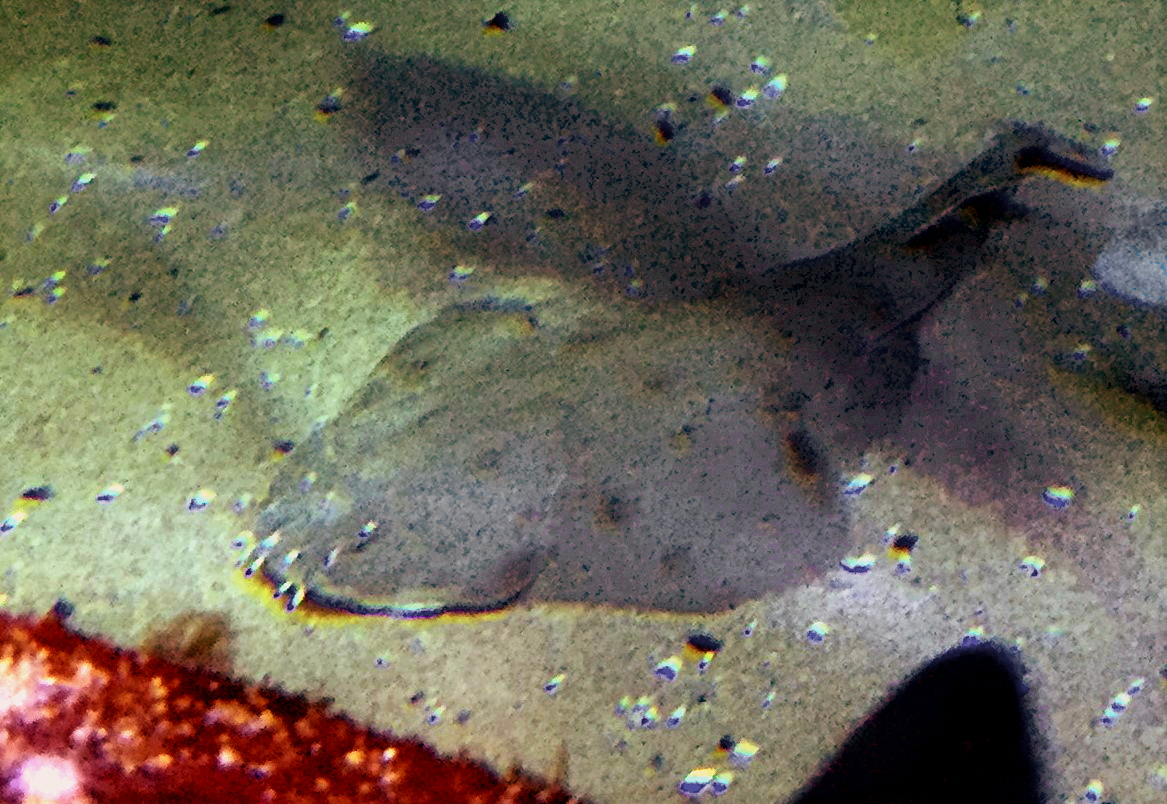
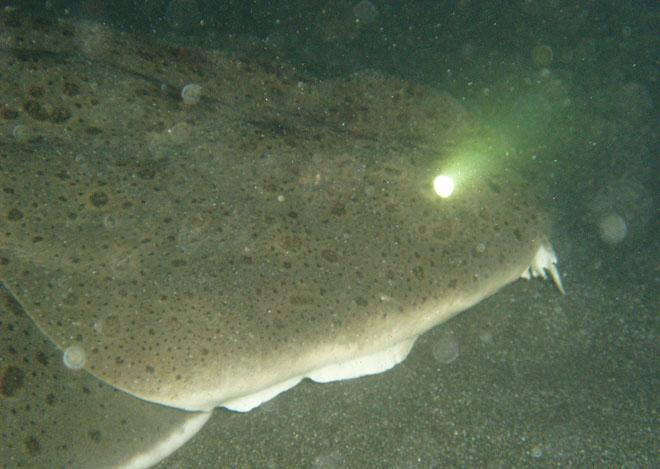
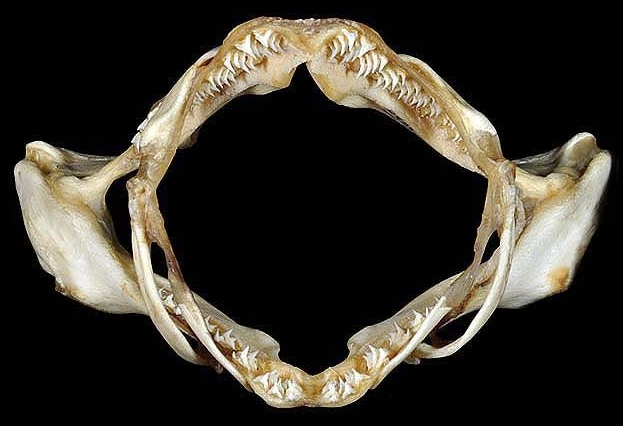
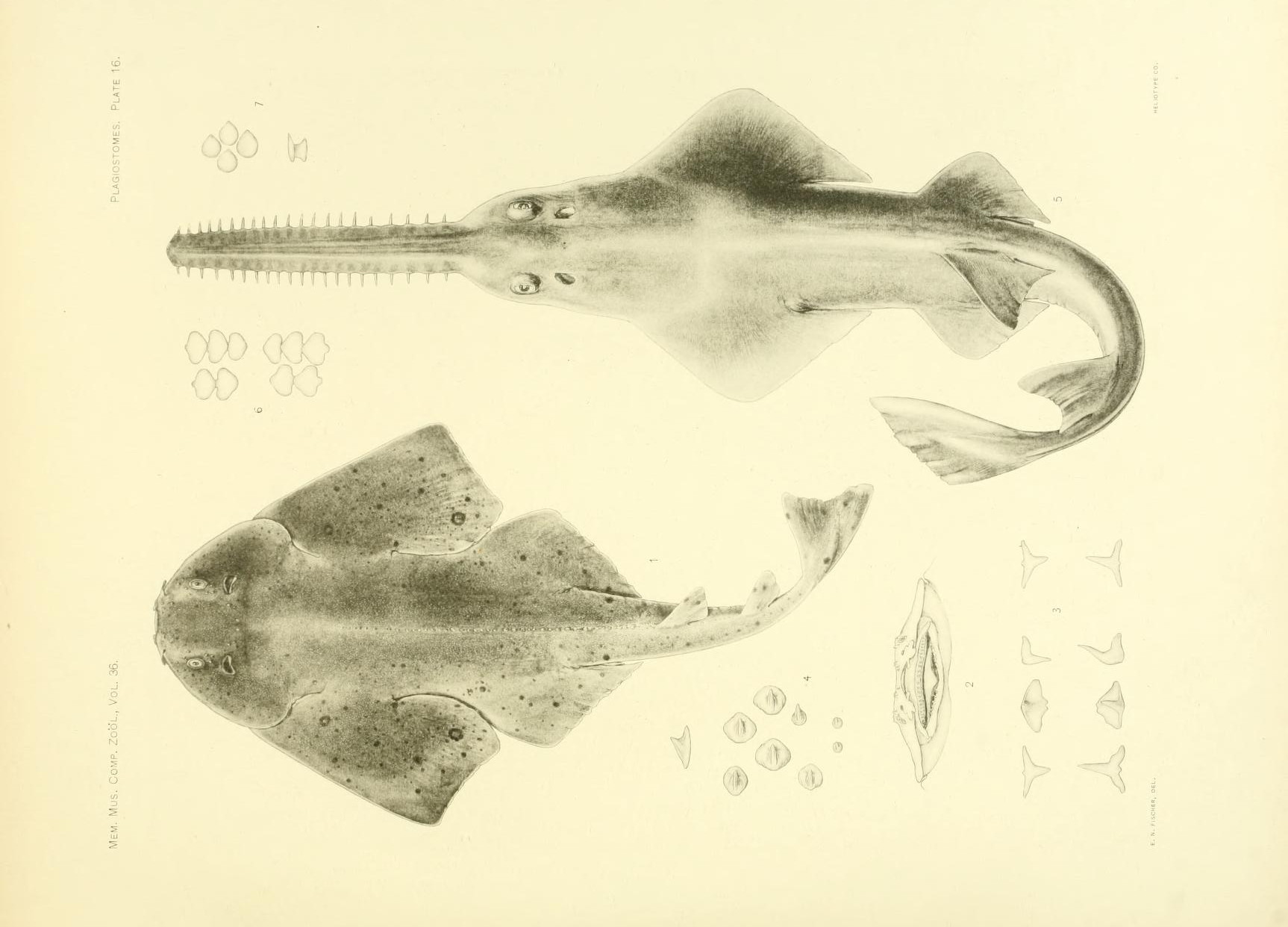